# 꺼도현
꺼도현(베트남어: Huyện Cờ Đỏ / 縣旗赭)은 베트남 메콩강 삼각주 껀터의 현이다.

## 행정 구역
꺼도현은 1시진, 9사를 관할하고 있다.

### 시진
- 꺼도 시진 (Thị trấn Cờ Đỏ, 紅旗市鎭)

### 사
- 동히엡 사 (Xã Đông Hiệp, 東合社)
- 동탕 사 (Xã Đông Thắng, 東勝社)
- 타인푸 사 (Xã Thạnh Phú, 盛富社)
- 트이동 사 (Xã Thới Đông, 泰東社)
- 트이흥 사 (Xã Thới Hưng, 泰興社)
- 트이쑤언 사 (Xã Thới Xuân, 泰春社)
- 쭝안 사 (Xã Trung An, 中安社)
- 쭝흥 사 (Xã Trung Hưng, 中興社)
- 쭝타인 사 (Xã Trung Thạnh, 中盛社)